# اوشترووهله
اوشترووهله (به آلمانی: Osterwohle) یک منطقهٔ مسکونی در آلمان است که در زالتسودل واقع شده‌است.
 اوشترووهله  ۴۹۶ نفر جمعیت دارد.